# Jerónimo Grimaldi
Pablo Jerónimo Grimaldi y Pallavicini (ur. 6 lipca 1710, zm. 1 października 1789) – markiz i książę de Grimaldi, włosko-hiszpański dyplomata i polityk.

## Życiorys
Grimaldi służył Ferdynandowi IV i Karolowi III jako minister-plenipotent w Szwecji i Parmie, a potem jako ambasador w Holandii. Karol III uczynił go ambasadorem w Paryżu, gdzie razem z francuskim sekretarzem stanu Étienne François, księciem de Choiseul negocjował trzeci Pakt Familijny między obu krajami. Spowodowało to pomoc hiszpańską dla Francji przeciwko Brytyjczykom w 1762 roku. W 1763 podpisał w imieniu Hiszpanii Pokój Paryski.
We wrześniu 1763, po ustąpieniu Ricardo Walla został pierwszym sekretarzem stanu, którym był do 1776. Jako posłańca między nim a królem wybrał młodego i obiecującego dyplomatę, którym był Domingo de Iriarte y Nieves Ravelo.
Grimaldi był reformatorem, członkiem grupy zwanej: golillas. Razem z Leopoldo de Gregorio, markizem Esquilache, pomógł stłumić zamieszki z 1766 roku, wywołane polityką Esquilache’go. Jego dom został w ich czasie zniszczony. Był członkiem rady, która doprowadziła do wygnania Jezuitów z Hiszpanii w 1767 roku.
W 1776, po wielu konfliktach, między innymi spowodowanych fiaskiem wyprawy na Algier w 1775 roku usunięto go z urzędu i mianowano ambasadorem w Rzymie. Przyznano mu Order Złotego Runa i tytuł granda Hiszpanii. Został księciem Grimaldi, w uznaniu swych zasług dla korony.